# Jeff Foote
Jeffrey Bernard Foote, detto Jeff (Barton, 14 luglio 1987), è un ex cestista statunitense, professionista nella NBA e in Europa.

## Palmarès

### Squadra
- Campionato lituano: 1

Žalgiris Kaunas: 2012-13
- Coppa di Lega israeliana: 1

Maccabi Tel Aviv: 2010

### Individuale
- All-NBDL Second Team (2012)